# Teen Titans Go! vs. Teen Titans
Teen Titans Go! vs. Teen Titans (¡Los Jóvenes Titanes en Acción! vs. Los Jóvenes Titanes en Hispanoamérica) es una película de superhéroes animada de 2019, y un crossover entre Teen Titans Go! y Los jóvenes titanes, ambos de los cuales están adaptados del equipo de superhéroes del mismo nombre de DC Cómics. Warner Bros anunció que estaban trabajando en un crossover presentando a los Titanes de ambas series.
El estreno fue en el San Diego Cómic-Con en 21 de julio de 2019, luego por un lanzamiento digital el 24 de septiembre de 2019, seguido por un lanzamiento en DVD y Blu-Ray el 15 de octubre de 2019. Los acontecimientos de la película tienen lugar durante la quinta temporada de Teen Titans Go!. La película tuvo su estreno televisivo el 17 de febrero de 2020.
La película recibió generalmente críticas positivas.

## Sinopsis
El quinteto cómico de hoy en día se enfrenta a sus contrapartes de 2003 cuando los dos villanos Trigon de cada uno de sus mundos unen fuerzas para enfrentar a los dos equipos Titanes y secuestran a dos Raven de cada uno de sus mundos.
Tendrán que dejar a un lado sus diferencias y trabajar juntos para combatir a Santa Claus y la señora Claus en el tiempo para derrotar a Hexagon y salvar el Multiverso.

## Argumento
La película inicia con los Jóvenes Titanes peleando contra el Caballero Fantasma cuando intenta atracar un banco. Entonces posee a Robin en un intento de huir, pero los Titanes logran alcanzarlo y entonces posee a Starfire. Cuándo el Caballero Fantasma intenta poseer a Raven para huir, rompe su gema, lo cual libera sus poderes demoniacos interiores y esto resulta en Raven convirtiéndose en un monstruoso demonio gigante que desintegra al Caballero Fantasma, y aparentemente lo destruye. Esa noche Trigon visita a Raven y le revela que ahora que su gema está rota, su mitad demoniaca está consumiéndola despacio sobre su mitad humana y el le hace una oferta: sacar su demonio y así ella sería una niña normal y feliz, pero Raven rechaza dárselo porque sabe que lo usaría para fines siniestros.
De repente, los Titanes son secuestrados por el Maestro del Juego, un ser que explora el multiverso de DC con un Cetromundo para encontrar las mejores versiones de héroes y hacerlos pelear entre ellos. Entonces hace que los Titanes de 2013 se enfrenten contra los originales Titanes animados del 2003, quiénes solamente luchan porque el Maestro del Juego los amenazó con destruir su Tierra. Robin y Cyborg de 2003 pelean con los Titanes de 2013 (Chico Bestia 2013 se sorprende que las versiones animales de Chico Bestia 2003 son más realistas e intimidantes que las suyas), con la excepción de Raven, quién se ve obligada a liberar su poder demoníaco contra la Raven de 2003, quién se da cuenta de que su gema está rota y también se da cuenta de que el Maestro de Juegos está drenando su energía demoníaca. El Maestro del Juego revela ser Trigon de 2013, quién utiliza la energía de Raven para resucitar al Trigon de 2003 (pero con una pierna faltante, lo cual le causa mucha gracia a los Titanes 2013). Los dos Trigons secuestran a las Ravens y escapan a la Tierra 2003 para acabar absorbiendo los poderes de Raven 2013 para conquistar el multiverso.    
Los dos equipos de Titanes acuerdan trabajar juntos para detener a los Trigons y rescatar a sus Ravens. Robin 2003 deduce que los Trigons están utilizando un Cetromundo de su Tierra para viajar entre dimensiones, por lo que necesitan el Cetromundo de la dimensión 2013, y  los Titanes 2013 se dan cuenta de que pertenece a Santa Claus (los Titanes 2003 se sorprenden mucho de que Santa Claus exista en esta dimensión). Los dos equipos luchan contra Santa y la Sra. Claus (quién prefiere que la llamen "Megan") y escapan usando el dispositivo para viajar entre dimensiones (dejando a los Claus en un centro comercial en plena Navidad, en donde una horda de niñitos los aplasta) y finalmente llegan a la Tierra 2003 justo después de que Trigon 2003 absorbe completamente los poderes de Raven 2013 (y así regenera por fin su pierna derecha). Harto de los insultos y desprecios de su contraparte de 2003, Trigon 2013 consume a Trigon 2003 y se transforma en un nuevo ser poderoso con apariencia similar a un centauro llamado Hexagon.
Para combatir esta nueva amenaza, Robin 2003 utiliza el Cetromundo para convocar equipos de Titanes de todo el multiverso para formar los "Titanes de las Tierras Infinitas". Aun así, Hexagon prueba para ser demasiado poderoso. Entonces Raven 2013 absorbe todo el poder de sus contrapartes y se transforma en un gigantesco dragón demonio llamado "La Inamabilidad". Los Titanes destruyen a Hexagon (dividiéndolo otra vez en los Trigons) y así Raven 2013 consigue sus poderes de nuevo. Raven 2003 envía a Trigon 2003 al limbo mientras Robin 2013 utiliza su Cetromundo para enviar a Trigon 2013 a una dimensión de zombis, donde los Titanes zombis y el Trigon zombi aparentemente se lo comen.
Después de que Raven 2013 acepta su mitad demoníaca, todos de los Titanes son enviados a sus dimensiones respectivas y los Titanes 2013 se despiden de los Titanes 2003 para siempre. Al regresar a su Tierra, los Titanes 2013 expresan alivio de no tener que soportar otro amenazante crossover multiversal por al menos otro año. Pero de repente son atacados por Darkseid, con quienes rechazan batallar por el agotamiento.
En un escena poscréditos, los Titanes de 2013 se relajan en la Torre Titán, leyendo y comiendo, mientras ignoran el ataque de Darkseid en Jump City.

## Reparto
| Actor                    | Personaje                                          |
| ------------------------ | -------------------------------------------------- |
| Scott Menville           | Robin                                              |
| Hynden Walch             | Starfire                                           |
| Khary Payton             | Cyborg                                             |
| Tara Strong              | Raven                                              |
| Greg Cipes               | Chico Bestia                                       |
| Kevin Michael Richardson | Trigon el Terrible (2003), Trigon (2013) y Hexagon |
| Robert Morse             | Santa Claus                                        |
| Grey Griffin             | Señora Claus y la Cajera del Banco                 |
| Rhys Darby               | Maestro del Juego                                  |
| Sean Maher               | Nightwing (Universo de Películas Animadas de DC)   |
| "Weird Al" Yankovic      | Caballero Fantasma y Darkseid                      |

## Estreno

### Marketing
El 26 de junio de 2019, IGN liberó el tráiler oficial exclusivo en Youtube.

### Lanzamiento
La película se estrenó en la San Diego Cómic-Con el 21 de julio de 2019, seguida de una liberación digital el 24 de septiembre de 2019, y un DVD y un Blu-ray el 15 de octubre de 2019.

## Recepción
La película ha recibido en su mayoría críticas positivas. IGN dio la película un 8  de 10 declarando, "Otro sorprendente esfuerzo animado de DC/Warner Bros., ¡Los Jóvenes Titanes en Acción! vs. Los Jóvenes Titanes es una  película super divertida perfectamente preparada para debutar en la San Diego Cómic-Con. Llenado con seguidores y caracteres clásicos, satisfaciendo la diversión, esta  caótica historia crossover es una delicia segura para cualquiera. Básicamente, ningún asunto donde estás introduciendo esta arena de tú tendrá un buen tiempo  titánico cuando unes estos dos equipos en un multiversal viaje a través del tiempo, el espacio, y... ¡Santa Claus!"
Cbr.com Dio la película una crítica positiva que declara, "¡Los Jóvenes Titanes en Acción! vs. Los Jóvenes Titanes no es la película más revolucionaria, ni logró una escala verdaderamente ambiciosa. ¡Los Jóvenes Titanes en Acción! vs. Los Jóvenes Titanes es temáticamente similar a Spider-Man: Into the Spider-Verse. Pero como letra de amor a la franquicia que incorpora abundancia de humor y corazón, la nueva película tiene éxito. La película prueba que ningún asunto qué forma entran, los Jóvenes Titanes pueden tener historias emocionales y emocionantes, incluso si es sobre superhumanos luchando contra los elfos de Santa."